# Mis adorables vecinos
Mis adorables vecinos va ser una sèrie de televisió espanyola emesa a Antena 3 que narra la relació entre dues famílies, els Sánchez, uns nous rics que es muden al barri dels Sandoval, que resideixen en una urbanització de luxe.
La sèrie va ser estrenada l'11 d'abril de l'any 2004, i va ser cancel·lada l'any 2006, després de les baixes dades d'audiència que va obtindre en la seua última temporada. Antena 3 va decidir relegar els últims capítols gravats de la sèrie a la franja nocturna de la cadena, i va emetre l'últim capítol de la sèrie el 21 de maig de 2006, sense un final definit.
La sèrie va ser breument reemesa des del dia 31 de gener de 2010, en les sobretaules de la cadena digital Antena.Nova.

## Argument
Els Sánchez són una família de barri que, gràcies a l'èxit com a cantant de la seua filla Sheila, es traslladen a viure a un xalet d'una urbanització de luxe. Allí coneixeran els seus veïns, els Sandoval. Els dos clans donaran motiu a tota mena de trames.

## Personatges

### Els Sánchez
Originaris del barri d'Usera, on regentaven una fruiteria, fins que la seua filla Sheila va guanyar un concurs de televisió.
Sempre es mentixen, encara que acaben descobrint-se, excepte en el cas de la infidelitat de Mariano. Els xiquets, sempre estan fent de les seues, riuen juntament amb els fills dels Sandoval de la iaia Críspula o d'altres persones, ho fan per divertir-se, no amb maldat.
- Mariano Sánchez (Juanjo Cucalón) Treballava a una fruiteria fins que la seua filla el va convertir en milionari, ell de vegades dubta sobre si prefereix ser ric o pobre Es caracteritza pel seu bigot i per portar la ronyonera posada que porta a totes parts. No sap mentir, i acaba per ferir moltes vegades a Loli, la seua dona. Manté els seus amics del barri.

- Dolores Mingo (Paz Padilla) Li anomenen Loli, perruquera a qui li encanta ser adinerada, presumeix davant les seues velles amigues del barri, i diu que la perruqueria que va obrir és un saló de bellesa, encara que realment és com era abans, una perruqueria de barri. És molt espontània i té un llenguatge xaró.

- Rafael Sánchez Mingo (Alberto Amarilla) Li encanta el paper de rebel en un món de rics. És maco, llest i molt gandul, i molt prompte sentirà un gran interés, tant si es vol com si no es vol, per la seua nova veïna, la major dels Sandoval. En la 4a temporada se'n va anar de casa per culpa de Loli (en el capítol 3 va abandonar la série).

- Sheila María Sánchez Mingo (Yaiza Esteve) Té només deu anys i acaba de conéixer la fama i l'èxit, encara que no n'és molt conscient. Vitalista, alegre i un poc entremaliada, gaudeix vivint aventures.

- José Miguel Sánchez Mingo (Azzddine Bennaji) Pepe és el petit de la família. Té 9 anys i se sent incapaç de saltar-se qualsevol norma que li imposen els adults, la qual cosa el converteix en el blanc ideal per a les bromes dels seus companys.

- Críspula (Isabel Osca) És la mare de Lola i va deixar el poble per instal·lar-se amb la seua filla a la nova casa. No li agrada la seua família, especialment el seu gendre a qui considera un bragasses i un gandul. No li agraden els veïns, no li agrada el món en general.

### Els Sandoval
Igual que els Sánchez sempre es menteixen, van estar separats durant una temporada per una infidelitat que va cometre Ernesto.
- Ernesto Sandoval (Francis Lorenzo) És un metge especialitzat en la cirurgia estètica. Al principi es portava molt mal amb Mariano, però van acabar per fer-se amics. És molt pedant, sempre es va creure amb molta més classe que els Sánchez.

- Claudia Valladares Roig (Miriam Díaz Aroca) Ella és una amant de la història, de l'art i sobretot de la perfecció, va estudiar les 2 primeres, història i art. Ara treballa en una revista de prestigi, Loli s'aprofita d'ella per conèixer famosos..., ja que ella és important i distingida.

- Laura Sandoval (Núria Gago) Té la mateixa edat que el seu nou veí Rafa, amb qui no tardarà a sentir-se identificada. Romàntica i inconformista, analitza constantment tot el que l'envolta i té certa obsessió per buscar l'autenticitat.

- Beatriz Sandoval (Ariadna Castellano) Bea es considera «ideal de la muerte». Les seues paraules favorites són «éxito, dinero y fama». No pot separar-se de la seua veïna Sheila, perquè és famosa, però s'avergonyeix contínuament de la seua falta de classe.

- Sergio Sandoval (Cristian Brunet) Sap guardar les formes i mostrar-se davant la resta com un xiquet educat, però en el fons amaga un belluguet capaç d'organitzar tota mena de barrabassades. Això sí, aconseguirà que el seu incaut amic aparega sempre com a culpable.

### Secundaris
- Aitana  (Daniela Costa) [T1-4] (millor amiga de Laura). Extremadament pixavina. Una xiqueta rica que és amiga de Laura.
- Poncho (Darío Frias) [T1-4] És amic d'Aitana i Laura. Es fa també amic de Rafa. És un xiquet gros un poc innocent.
- Teresa de Bromujo (Tina Sainz) [T1-4] La Comtessa. Assistenta dels Sánchez. Anhela servir en una família que no siga de nous rics. Considera que els seus caps són una mica ordinaris.
- Ivana (Celine Tyll) [T1-3] L'assistenta dels Sandoval. Una biòloga russa jove i maca.
- Don Bold (Craig Stevenson) [T1-4] Professor de l'institut.
- Carmen (María Luisa Merlo) [T1-2] Mare d'Ernesto. El seu fill li va operar els pits. Va tenir una aventura amb el pare de Mariano i van estar ben a prop de casar-se.
- Federio (Carlos Larrañaga) [T1-2] Ex-marit de Carmen i pare d'Ernesto.
- Kike (Quique Guaza) [T1] Amic de Laura.
- Petri (Pilar Sánchez) [T1-2] Amiga dels Sánchez de Usera. Una mica ordinària. Estava casada amb Angelito, un amic de Mariano, però discuteix amb ell. La seua filla Vanessa ha tingut un embolic amb Rafa. Els Sandoval tenen problemes amb ella i es veuen obligats a contractar-la com a assistenta. Rivalitza amb Ivana, a la qual vol fer fora de casa
- Vanessa (Vanessa de Frutos)[T1-2] Filla de Petri, va festejar amb Rafa, extremadament xoni i xarona, està plena de tatuatges.
- Yiyi (Alberto Ferreiro) [T1-2] Amic de Rafa, del barri.
- Gabi (Enrique Berrendero) [T1-2] Amic de Rafa, del barri.
- David Germà d'Ernesto, també és cirurgià estètic, atreu molt a les dones però és gai. Va sortir amb Claudia quan eren joves.
- Cristian (Javier Ríos) [T2] Ex-xicot de Laura.
- Curro (Idilio Cardoso) [T2] Pare de Mariano.
- Chary (Pablo Vega) [T3-4] Amic del barri de Rafa, que va estar treballant al col·legi i al club.
- Angie (Erika Sanz) [T3-4] Cosina de Rafa.
- Cuqui (Mariola Fuentes) [T3-4] La millor amiga de Loli. Va fer montar una perruqueria amb ella, LOCUMA (Lo: Loli, Cu:Cuqui, Ma:Mariano), on Mariano era inversor
- Inocencio (Miki Nadal) [T3-4] Amic de Mariano i d'Ernesto. Obrer una mica ``bèstia´´, amb un llenguatge del mateix estil. Va festejar amb Cuqui.
- Juan (Miguel Ángel Muñoz) [T4] Un vell amic de Charlie.
- Xiquet de col·legi (Aarón Martín) [T2-4] Un xiquet de col·legi. Recurrent
- Romeo Cienfuegos (Carlos Baute) [T4] Loli li va cremar sa casa, el va atropellar... i finalment va haver de mudar-se a casa dels Sánchez.
- Violeta (María Sanjuan) [T4] Filla de l'amic d'Ernesto, va estar un temps vivint amb la família Sandobal.
- Yessi (Nathalie Seseña) [T4] Ella estava casada amb un camioner i Inocencia era la seua amant.
- Cayetano (Manuel Bandera) [T4] Cosí de Loli.
- Inspector (Alejandro Tous) [T4] Inspector de la boda de Juan i Romero

## Cameos
- Alonso Caparrós [T1] Va ser el presentador del concurs que va guanyar Sheila.
- Chenoa [T1] Ella va ser la rival de Sheila en el concurs en què va participar.
- Miguel Ángel Silvestre [T1] Monitor al club.
- Carlos Sobera [T2] Anava per tal de promocionar la clínica Sandoval.
- Patricia Conde [T2] Presentadora d'un programa en què va participar Loli.
- Lluïsa Clots [T3] Tia d'Aitana, que va tenir un embolic amb Charly i aquest no sabia que era transsexual.
- Pablo Penedo [T4] Luis Santos va festejar amb Laura.
- Jaydy Mitchell [T4] Model que va conéixer per accident Inocencio.
- Javivi [T4] Director del banc al qual Aitana va ser a demanar un préstec per al taller.

## Audiències
| Temporada | Temporada | Episodis | Estrena               | Final                  | Audiència mitjana | Audiència mitjana | Audiència mitjana |
| Temporada | Temporada | Episodis | Estrena               | Final                  | Espectadors       | Share             |                   |
| --------- | --------- | -------- | --------------------- | ---------------------- | ----------------- | ----------------- | ----------------- |
|           | 1         | 15       | 11 d'abril de 2004    | 18 de juliol de 2004   | 4.317.000         | 27,5%             |                   |
|           | 2         | 16       | 2 de setembre de 2004 | 27 de desembre de 2004 | 3.941.000         | 23,4%             |                   |
|           | 3         | 13       | 3 de maig de 2005     | 26 de juliol de 2005   | 3.725.000         | 23,1%             |                   |
|           | 4         | 18       | 8 de gener de 2006    | 21 de maig de 2006     | 2.948.000         | 18,1%             |                   |
| Total     | Total     | 62       | 11 d'abril de 2004    | 21 de maig de 2006     | 3.733.000         | 23,0%             |                   |

## Capítols
| PRIMERA TEMPORADA |                                                                      |
| Web               | http://misadorablesvecinos.webnode.es/                               |
| 1                 | Yo vivía en un bloque de barrio.                                     |
| 2                 | No sé decir no.                                                      |
| 3                 | Admito ser zopenco.                                                  |
| 4                 | Ya no sé qué hacer pa ser feliz.                                     |
| 5                 | Prefiero disfrazarme de Marge Simpson que recoger un Ondas.          |
| 6                 | Mi marido ya no me hace el Annapurna.                                |
| 7                 | Yo fui a la boda de Leti.                                            |
| 8                 | Soy un celoso compulsivo.                                            |
| 9                 | Culo veo, culo quiero.                                               |
| 10                | Yo también quiero ser un loro.                                       |
| 11                | Cuando conocí a Beckham estaba desnudo.                              |
| 12                | Nunca pensé que dormiría con el vecino.                              |
| 13                | Quiero ser un hortera como tú.                                       |
| 14                | Yo sí que echo las muelas.                                           |
| 15                | Yo vivía en una urba de lujo, mañana me mudaré.                      |
| SEGONA TEMPORADA  |                                                                      |
| 1                 | No tengo el yoni pa ruidos.                                          |
| 2                 | Me aposté hasta los calzoncillos... y perdí.                         |
| 3                 | Me persigue un conejo gigante.                                       |
| 4                 | Tu madre es un cocodrilo.                                            |
| 5                 | Mi difunto marido me llama por el móvil.                             |
| 6                 | La vecina quiere enrollarse con mi mujer y mi madre con un matarife. |
| 7                 | ¿Es que os habéis vuelto todos locos?.                               |
| 8                 | No sé por dónde viene, pero hoy me cae un capón fijo.                |
| 9                 | Tu mujer parece una golfa y la mía está poseída.                     |
| 10                | ¿Pego dú gué de creez, gue ezdoy dondo o gué?.                       |
| 11                | Pa mi que esta alfombra huele a vieja.                               |
| 12                | Me pusiste los cuernos con Naranjito.                                |
| 13                | El Papá de mi novia me quiere capar.                                 |
| 14                | ¡Dios, qué va a pensar papá de esto!.                                |
| 15                | No sé si mi padre es un asesino o un transexual.                     |
| 16                | Yo vivía en una casa de lujo y una termita se la comió.              |
| TERCERA TEMPORADA |                                                                      |
| 1                 | Cuando erais pobres, ¿comíais todos los días?.                       |
| 2                 | La maldición de los Sánchez.                                         |
| 3                 | Mi mamá no me quiere y encima engaña a mi papá.                      |
| 4                 | Mi padre está muerto.                                                |
| 5                 | Tú no eres el padre ecológico.                                       |
| 6                 | El rucu - rucu.                                                      |
| 7                 | Fuego en el cuerpo.                                                  |
| 8                 | Ni parir me dejáis tranquila.                                        |
| 9                 | Llámeme Manu.                                                        |
| 10                | Ernesto, bésame.                                                     |
| 11                | ¿Qué vas a hacer con esas tijeras?.                                  |
| 12                | Los Sánchez somos zen.                                               |
| 13                | Por una tapa de calamares.                                           |
| QUARTA TEMPORADA  |                                                                      |
| 1                 | Once mil setecientos cincuenta euros.                                |
| 2                 | El amor mata.                                                        |
| 3                 | La tentación vive arriba.                                            |
| 4                 | Luis es un santo.                                                    |
| 5                 | Si es por el ordenador, duelen menos.                                |
| 6                 | Eres un enfermo.                                                     |
| 7                 | El graduado.                                                         |
| 8                 | El tamaño ideal.                                                     |
| 9                 | Un toque de infidelidad.                                             |
| 10                | Como un perrillo.                                                    |
| 11                | Hasta el 2016.                                                       |
| 12                | Cuando el rencor entra por la puerta...                              |
| 13                | No al amor.                                                          |
| 14                | Mariano Superstar.                                                   |
| 15                | Dame tu mano otra vez.                                               |
| 16                | Llevo tu nombre tatuado.                                             |
| 17                | El muerto al hoyo y el vivo al bollo.                                |
| 18                | El troncho.                                                          |